# صور (صور)
صور منطقة سكنية تقع في ولاية صور، التابعة لمحافظة جنوب الشرقية في سلطنة عمان. يقدر عدد سكانها بـ 48636 نسمة حسب إحصاء عام 2010 التابع للمركز الوطني للإحصاء والمعلومات الحكومي. رمز المنطقة هو 80100000.

## الوصلات الخارجية
- المركز الوطني للإحصاء والمعلومات، سلطنة عمان